# Alectorolophus deceptor
Alectorolophus deceptor är en insektsart som beskrevs av Willy Adolf Theodor Ramme 1941. Alectorolophus deceptor ingår i släktet Alectorolophus och familjen gräshoppor. Inga underarter finns listade i Catalogue of Life.